# Терра (программа разработки лазерного оружия)
«Терра» — советская программа разработки лазерного оружия высокой мощности для целей ПРО. Научным руководителем программы «Терра-3», начатой в 1965 году, был Н. Г. Басов. Практическая работа проводилась ОКБ «Вымпел», затем ЦКБ «Луч» и КБ «Автоматические системы», впоследствии НПО «Астрофизика».

## История
Идея изучения возможности использовать излучение мощного лазера для поражения головной части баллистической ракеты (ГЧБР) на конечном участке траектории возникла в 1964 году у Н. Г. Басова и О. Н. Крохина.
Осенью 1965 г. Н. Басовым, научным руководителем ВНИИЭФ Ю. Харитоном, заместителем директора ГОИ по научной работе Е. Царевским и главным конструктором ОКБ «Вымпел» Г. Кисунько была направлена записка в ЦК КПСС, в которой говорилось о принципиальной возможности поражения ГЧБР лазерным излучением и предлагалось развернуть соответствующую экспериментальную программу. Предложение было одобрено и программа работ по созданию лазерной стрельбовой установки для задач ПРО, подготовленная совместно ОКБ «Вымпел», ФИАН и ВНИИЭФ, была утверждена решением правительства в 1966 г. Предусматривалась разработка высокоэнергетических фотодиссоционных лазеров (ФДЛ) с энергией более 1 МДж и создание на их основе на Балхашском полигоне научно-экспериментального стрельбового лазерного комплекса (НЭК), на котором идеи лазерной системы для ПРО должны были быть проверены в натурных условиях. Программа получила шифр «Терра-3».

## Полигонный комплекс
Полигонный комплекс испытания лазерного оружия располагался на территории полигона разработки и испытаний средств стратегической противовоздушной (ПВО) и противокосмической обороны (ПКО) Сары-Шаган на берегу озера Балхаш на площадях Карагандинской и Жамбылской областей Республики Казахстан.
В начале 70-х годов на ГНИИП № 10 МО СССР (в/ч 03080), площадке 38 (войсковая часть 06544) началось развёртывание экспериментальных работ по лазерной тематике. Генеральным конструктором экспериментальных работ на объекте 2506 (КСВ ПСО) был академик АН СССР Б. В. Бункин, а на объекте 2505 (КСВ ПРО и ПКО) — член-корреспондент АН СССР Н. Д. Устинов. Научный руководитель — вице-президент АН СССР академик Е. П. Велихов. От войсковой части 03080 анализом функционирования первых опытных образцов лазерных средств ПСО и ПРО руководил начальник 4 отдела 1 управления инженер-подполковник Г. И. Семенихин. От 4 ГУМО с 1976 года контроль разработки и испытаний В и ВТ на новых физических принципах с использованием лазеров проводил начальник отдела, ставший в 1980 году лауреатом Ленинской премии за этот цикл работ, полковник Ю. В. Рубаненко.

### Комплекс «Терра-3»
Комплекс средств вооружений противоракетной и противокосмической обороны «Терра-3» (сокр. КСВ ПРО и ПКО «Т-3», а также Объект 2505) — проект зональной системы противоракетной и противокосмической обороны с лучевым поражающим элементом на основе лазера.

## Завершение работ
Россия в конце 90-х годов свернула на площадках программ «Терра» и «Омега» все работы и передала площадки Министерству обороны Республики Казахстан. Перед этим часть зданий и сооружений была целенаправленно уничтожена.
В настоящее время юридический статус площадок неясен. Все площадки испытательного комплекса, на которые не распространяется аренда, согласно Договору об аренде между Россией и Казахстаном, так и не приняты на баланс казахстанских ведомств. Они заброшены и не рекультивированы, захламлены остатками зданий и сооружений, загрязнены отходами жизнедеятельности полигона и банально не охраняются. (подробнее см. Сары-Шаган (полигон)).
Одно из наиболее острых экологических последствий преступного разрушения испытательных площадок — загрязнение окружающей среды стойкими органическими загрязнителями (СОЗ), сохраняющими свой токсический потенциал в течение сотен и тысяч лет. СОЗ подлежат изъятию из обращения по международной конвенции ООН — «Стокгольмская конвенция о стойких органических загрязнителях».
В силу тематической специфики лазерных разработок, почти на всех объектах программ «Терра» и «Омега» использовались мощные электроустановки, заполненные смесью полихлордифенилов (ПХД или ПХБ) в качестве диэлектрика. ПХД относятся к одним из наиболее опасных СОЗ. Из-за недостаточного внимания государственных органов к проблемам экологической безопасности, почти все площадки объектов «Терра» и «Омега» в ходе демонтажа загрязнены ПХД выше разрешенных норм.

## Галерея
| |  |  |
| Советские лазерные вооружения наземного (стационарные и подвижные) и космического базирования, разработанные в рамках программы «Терра», — в представлении американских военных иллюстраторов середины 1980-х гг. Иллюстрации Эдварда Купера и Рональда Уиттмана из коллекции Разведывательное управление Министерства обороны США «Угроза в 1980-е» |  |  |